# Salix wolfii
Salix wolfii — вид квіткових рослин із родини вербових (Salicaceae).

## Морфологічна характеристика
Рослина 0.1–2 метри. Стебла прямовисні. Гілки червоно-коричневі, фіолетові, жовто-сірі чи жовто-коричневі, від запушених чи волосистих до майже голих; гілочки жовтуваті, жовто-бурі, червоно-бурі чи жовто-зелені, рідко чи помірно запушені чи густо-довго-шовковисті. Листки на ніжках 3–12 мм: найбільша листкова пластина вузько видовжена, вузько еліптична, еліптична чи зворотно ланцетна, 26–56 × 8–16.5 мм; краї плоскі, цільні; верхівка гостра, загострена чи опукла; абаксіальна (низ) поверхня не сіра, запушена, коротко-шовковиста чи ворсинчаста, волоски притиснуті чи розпростерті; адаксіальна поверхня тьмяна, від рідко до густо шовковистої чи ворсинчастої; молода пластинка жовтувато-зелена, щільно коротко чи довго шовковиста чи ворсинчаста абаксіально, волоски білі. Сережки квітнуть коли з'являється листя; тичинкові 9.5–16 × 6–12 мм, маточкові 8.5–38 × 5–12 мм. Коробочка 3–5 мм. Цвітіння: початок і середина червня.

## Середовище проживання
США (Колорадо, Айдахо, Монтана, Невада, Нью-Мексико, Орегон, Юта, Вайомінг). Населяє береги струмків, вологі луки, болота; 2000–3800 метрів.